# Sovići (Mostar, BiH)
Sovići su naseljeno mjesto u gradu Mostaru, Federacija Bosne i Hercegovine, BiH.

## Zemljopis
Nalazi se na 43° 23' 32" sjeverne zemljopisne širine i 17° 44' 35" istočne zemljopisne dužine, na 623 metra nadmorske visine, nekoliko kilometara sjeverozapadno od Mostara.

## Stanovništvo
| Sovići             |       |
| godina popisa      | 1991. |
| Hrvati             | 17    |
| Muslimani          | 0     |
| Srbi               | 0     |
| Jugoslaveni        | 0     |
| ostali i nepoznato | 0     |
| ukupno             | 17    |

| Sovići             |       |
| godina popisa      | 2013. |
| Hrvati             | 4     |
| Bošnjaci           | 0     |
| Srbi               | 0     |
| ostali i nepoznato | 0     |
| ukupno             | 4     |

## Poznate osobe
- Franjo Marinović, svećenik iz reda franjevaca, narodni vođa

## Vanjske poveznice
- Glosk  Arhivirana inačica izvorne stranice od 21. ožujka 2021. (Wayback Machine) Zemljovid